# クリス・ウィッティ
クリス・ウィッティ（Christine Diane "Chris" Witty、1975年6月23日 - ）は、アメリカのウィスコンシン州ウェスト・アリス出身の女子スピードスケート選手および自転車競技選手。両競技でオリンピックに出場したが、スピードスケートでより大きな成功を収めた。

## プロフィール
ウィッティは1000m、1500m等の短中距離を得意とし、1998年長野オリンピックでは2つのメダルを獲得した。また2002年ソルトレークシティオリンピックの1000mで1分13秒83の世界記録（当時）を樹立し、金メダルを獲得した。
世界スプリントスピードスケート選手権大会では1996年に優勝、1997年と1998年には2位、2000年には3位になった。また、世界距離別スピードスケート選手権大会の1000mでは1996年に2位、1998年には優勝した。2000年には3位であった。
一方、2000年シドニーオリンピックでは、自転車競技の500mタイムトライアルで5位入賞し、夏季、冬季の両オリンピックに出場した9人目のアメリカ人となった。
2006年トリノオリンピックでは、米国選手団の旗手を務めた。前チャンピオンとしてレースに臨んだが、1000m27位、500m28位に終わった。

## 児童虐待
後年、ウィッティは4歳から11歳までの間、信頼されていた隣人から児童虐待を受けていたことが報じられた。

## 自己ベスト
| 種目  | 記録    | 日付       | 場所                          | 備考 |
| ----- | ------- | ---------- | ----------------------------- | ---- |
| 500m  | 38.36   | 2002.02.14 | ソルトレイクシティ（ユタ州）  |      |
| 1000m | 1:13.83 | 2002.02.17 | ソルトレイクシティ（ユタ州）  |      |
| 1500m | 1:55.71 | 2002.02.20 | ソルトレイクシティ（ユタ州）  |      |
| 3000m | 4:22.57 | 1998.03.14 | ヘーレンフェーン（オランダ）  |      |
| 5000m | 7:38.20 | 1998.03.15 | ヘーレンフェーン （オランダ） |      |